# Trent Falls

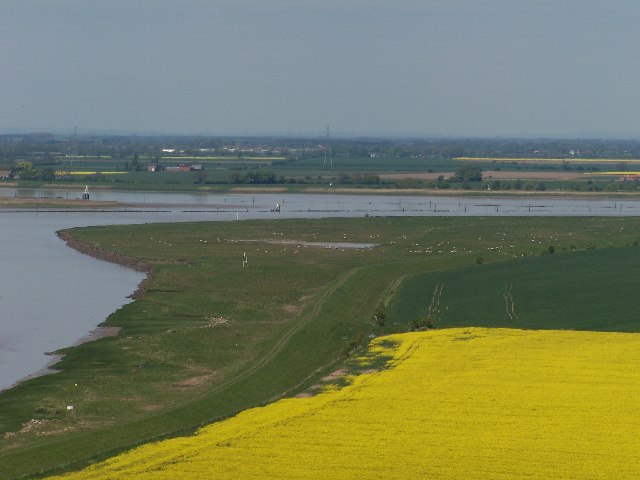
Alkborough Flats y Trent Falls. Este sector de tierra de labor es una de las mejores de la zona.

Trent Falls (que en español significa «cataratas del Trent» o «caídas del Trent») es el nombre de la confluencia del río Ouse y el río Trent que da lugar a la formación del Humber en Yorkshire, Inglaterra.
A pesar de un muro de entrenamiento y un pequeño faro llamado Apex Light, la navegación por Trent Falls no es fácil. No hay auténticas cataratas, pero hay una parte rápida de agua en etapas diferentes de la marea (especialmente mareas de primavera), y hay un macareo en el (el Trent Aegir). Los botes que bajan de un río con una marea baja a menudo tienen que esperar varias horas (a veces varado en la arena, y a veces toda la noche) hasta que la marea cambia y la inundación puede llevarlos por el otro río.
Junto a ella hay una reserva natural, la Blacktoft Sands  de la RSPB. Por encima de Trent Falls desde una colina una milla al este está Julian's Bower, un antiguo laberinto de césped en el borde del pueblo de Alkborough (Lincolnshire).